# Chetan Singh Hari
Chetan Singh Hari (* 14. September 1936) ist ein ehemaliger indischer Radrennfahrer.

## Sportliche Laufbahn
Chetan Singh Hari war im Straßenradsport und im Bahnradsport aktiv. Er war Teilnehmer der Olympischen Sommerspiele 1964 in Tokio. Im Mannschaftszeitfahren schied Indien mit Amar Singh Billing, Dalbir Singh Gill, Chetan Singh Hari und Amar Singh Sokhi aus dem Rennen aus. In der Mannschaftsverfolgung schied er mit dem indischen Bahnvierer in der Vorrunde aus.